# Viadrina-Preis
Der Viadrina-Preis der Europa-Universität Viadrina Frankfurt (Oder) würdigt Persönlichkeiten und Initiativen, die sich um die deutsch-polnische Verständigung, Versöhnung und Zusammenarbeit verdient machen. Er wurde 1999 von Claus Detjen gestiftet und ist mit 5000 Euro dotiert. Zusätzlich wird jährlich ein Förderpreis in Höhe von 1.000 Euro ausgelobt.

## Preisträger des Viadrina-Preises
- 1999: Karl Dedecius
- 2000: Adam Michnik
- 2001: Günter Grass
- 2002: Janusz Reiter
- 2003: Markus Meckel
- 2004: Włodzimierz Borodziej
- 2005: Rudolf von Thadden
- 2006: Adam Krzemiński
- 2007: die deutsch-polnische „Kopernikus-Gruppe“ (Politikberater)
- 2008: Rita Süssmuth
- 2009: Tadeusz Mazowiecki
- 2010: Volker Schlöndorff
- 2011: Krzysztof Penderecki
- 2013: Hans-Dietrich Genscher
- 2014: Irena Lipowicz
- 2015: Wolfgang Templin
- 2016: Anna Wolff-Powęska
- 2017: Deutsch-Polnische Schulbuchkommission
- 2019: Agnieszka Holland
- 2021: Städtepartnerschaft Danzig – Bremen
- 2022: Róża Thun
- 2023: Krzysztof Ruchniewicz
- 2024: Klaus Ziemer
- 2025: Ewa Łabno-Falęcka[2]